# Малеский, Владо
Владо Ма́леский (макед. Владо Малески; 5 сентября 1919, Струга, Македония — 23 сентября 1994, там же) — македонский прозаик.
Начальное образование получил в Шкодере (Албания), гимназию окончил в Битоле. Учился на юридическом факультете Белградского университета, но начав, не закончил из-за начала Второй мировой войны. Участвовал в Народно-освободительной войне 1941-1945 годов в составе Первой Македонско-Косовской бригады. Позже состоял на дипломатической службе в Югославии, работал послом в Ливане, Эфиопии, Польше.
В 1946 году стал членом Общества писателей Македонии.
Автор сборников рассказов «Красный георгин» (1950), «Волнение» (1953), «Рассказы» (1976), романов «То, что было небом» (1958), «Война, люди, война» (1967), «Станок»(1969), «Записки Езерка Дримського» (1980), «Узлы» (1990).
Владо Малеский является автором сценария первого македонского художественного фильма «Фросина». Ему принадлежит также стихотворение «Сегодня над Македонией», которое позже стало македонским национальным гимном (см. Гимн Северной Македонии).
Лауреат премий «11 октября», «4 июля», «АВНОЈ» и других.